# Jorge Eduardo Costilla Sánchez
Jorge Eduardo Costilla Sánchez alias El Coss (* 1. August 1971 in Matamoros, Mexiko) ist ein mutmaßlicher mexikanischer Verbrecher und Anführer des Golf-Kartells.

## Kriminelle Karriere
Costilla war Polizist, bevor er Ende der 1990er Jahre von Osiel Cardenas für das Golf-Kartell rekrutiert wurde. 1999 soll er an einem Zwischenfall beteiligt gewesen sein, bei dem mehrere Angehörige des Golf-Kartells unter Führung von Osiel Cardenas einen Agenten des FBI und des DEA mit dem Tode bedrohten. Seit 2002 wurde er wegen dieser Straftat sowie wegen Drogenschmuggels und Geldwäscherei von den USA gesucht. 
Nach der Festnahme von Osiel Cardenas im Jahr 2003 galt er als einer der Führer des Golf-Kartells. 2010 übernahm er, nach der Tötung von Ezequiel Cárdenas Guillén und der Abspaltung der Los Zetas, eine der beiden verbliebenen Fraktionen des Golf-Kartells. 

## Festnahme und Auslieferung in die USA
Für seine Festnahme waren insgesamt 7,3 Millionen Dollar von den USA und Mexiko angeboten worden. Costilla war auf der mexikanischen Fahndungsliste der 37 meistgesuchten Drogenbosse. Am 12. September 2012 wurde er widerstandslos von mexikanischen Marinesoldaten in der Hafenstadt Tampico festgenommen.
Am 30. September 2015 lieferte ihn die mexikanische Regierung auf Antrag eines US-Gerichtes zusammen mit 12 weiteren Kriminellen in die USA aus. Er ist wegen des Imports und des Vertriebs von Kokain und Marihuana, Geldwäsche und Bedrohung von US-Ermittlungsbehörden in den USA angeklagt.